# Strada statale 570 di Monte Albo

## Storia
La strada statale 570 di Monte Albo venne istituita nel 1968 con il seguente percorso: "innesto S.S. n. 129 a Nuoro - innesto S.S. n. 125 presso Siniscola."
Nel 1972 è stata declassificata a strada provinciale e la gestione è passata dall'ANAS alla Provincia di Nuoro.

## Percorso
La strada ha inizio a Nuoro all'innesto con la Strada statale 129 Trasversale Sarda e, dopo aver lambito il Monte Albo da cui prende la denominazione, termina nell'abitato di Siniscola innestandosi alla Strada statale 125 Orientale Sarda.